# Establos de Salomón

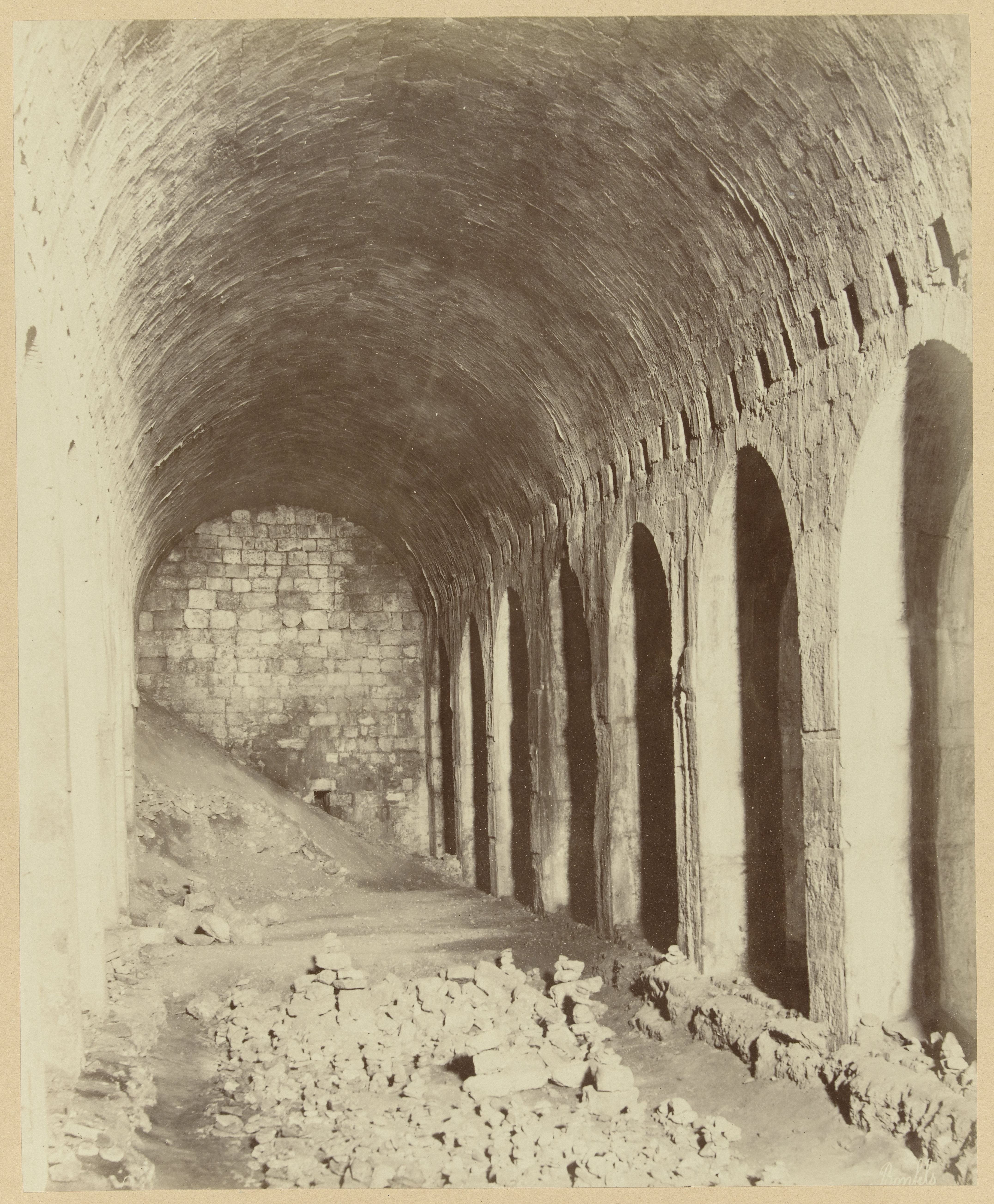
Un pasillo abovedado de los Establos de Salomón anterior a las obras de finales del ; imagen de la serie de Richard Polak Fotografías de Israel, Palestina y Siria (1895-1915).

Los Establos de Salomón (en hebreo: אורוות שלמה‎) o la mezquita al-Marwani (en árabe: المصلى المرواني‎) es el nombre que recibe una sala subterránea abovedada del Monte del Templo, Jerusalén, ubicada en el sureste del recinto, junto a la entrada oriental de la mezquita de Al-Aqsa. Su espacio interior es reconocible por la docena de arcadas que la dividen en partes iguales.
Su construcción data con toda probabilidad de la época del Segundo Templo, si bien recibió su nombre actual de los cruzados siglos más tarde. Al mismo tiempo, los musulmanes de aquella época la llamaban sencillamente la Mezquita Vieja, ya que su uso como edificio islámico remonta a la primera conquista musulmana de la región (y su uso como templo al período omeya). Desde finales del siglo XX, sirve como mezquita complementara de Al-Aqsa.

## Historia
La sala, documentada por primera vez por el historiador judeorromano Flavio Josefo en su libro Antigüedades judías, dispone de una superficie de 500 metros cuadrados, con una longitud máxima de 80 metros, una profundidad máxima de 58 metros alcanzada en su extremo oriental (que se va reduciendo hasta los 17 metros al otro lado), y una altura de entre 9 y 10 metros. Al igual que el Muro Sur del complejo, la mayoría de historiadores creen que se formó cuando el rey Herodes el Grande extendió la plataforma del Monte del Templo hacia el sur (en dirección del valle de Cedrón). Debido a la topografía del lugar, hubo que compensar un desnivel de unos cuarenta metros para reducir la presión sobre los muros de soporte de la extensa superficie. La solución adoptada por los ingenieros romanos fue construir una cámara subterránea con una serie de bóvedas superpuestas, que aliviaban la presión lateral de la estructura (una fórmula arquitectónica común para absorber el peso vertical de la materia). Además de su función estructural, las bóvedas podrían haber servido como almacenes o espacios de mercado. Si bien, los 88 pilares que existen actualmente en el recinto no son de la época herodiana, sino de las primeras reconstrucciones islámicas, que utilizaban materiales de las ruinas de las antiguas edificaciones (que habían quedado arrasadas tras la destrucción del Templo en el año 70 por las tropas de Tito); mientras que del período herodiano solo quedan las tres antiguas puertas arqueadas de acceso, al oeste y al sur (estas últimas, parte de las Puertas de Hulda).

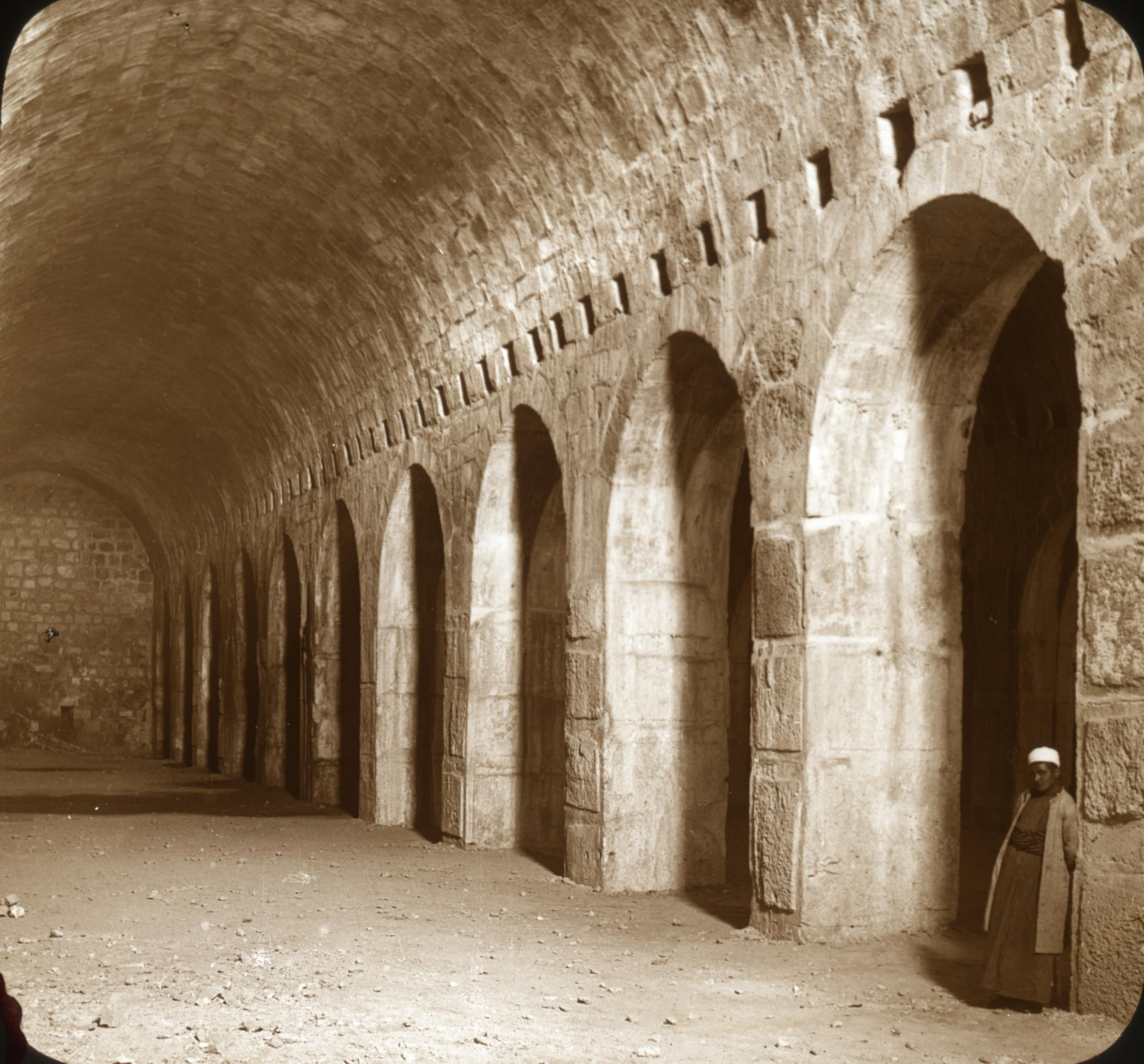
Fotografía de uno de los pasadizos abovedados; fecha y autor desconocidos.

En los años 1950, el arqueólogo francés Louis-Hugues Vincent, experto en edificaciones de esta era, presentó una propuesta de reconstrucción de la antigua estructura romana para recuperar su aspecto original, pero esta fue rechazada por los jordanos (custodios de los lugares santos de la Ciudad Vieja de Jerusalén). En los años 1970, tras la victoria israelí en la guerra de los Seis Días, que brindó a los judíos acceso a la Ciudad Vieja, el arqueólogo israelí Meir Ben-Dov (uno de los expertos más destacados en la materia, quien, junto a Benjamín Mazar, realizaron gran parte de las excavaciones más reveladoras en el lado sur del Monte del Templo), presentó varias propuestas similares, más acordes a los tiempos. Si bien, la objeción del Waqf que gestiona el lugar, así como los temores a una gran agitación entre los musulmanes, hicieron inviables estos planes.

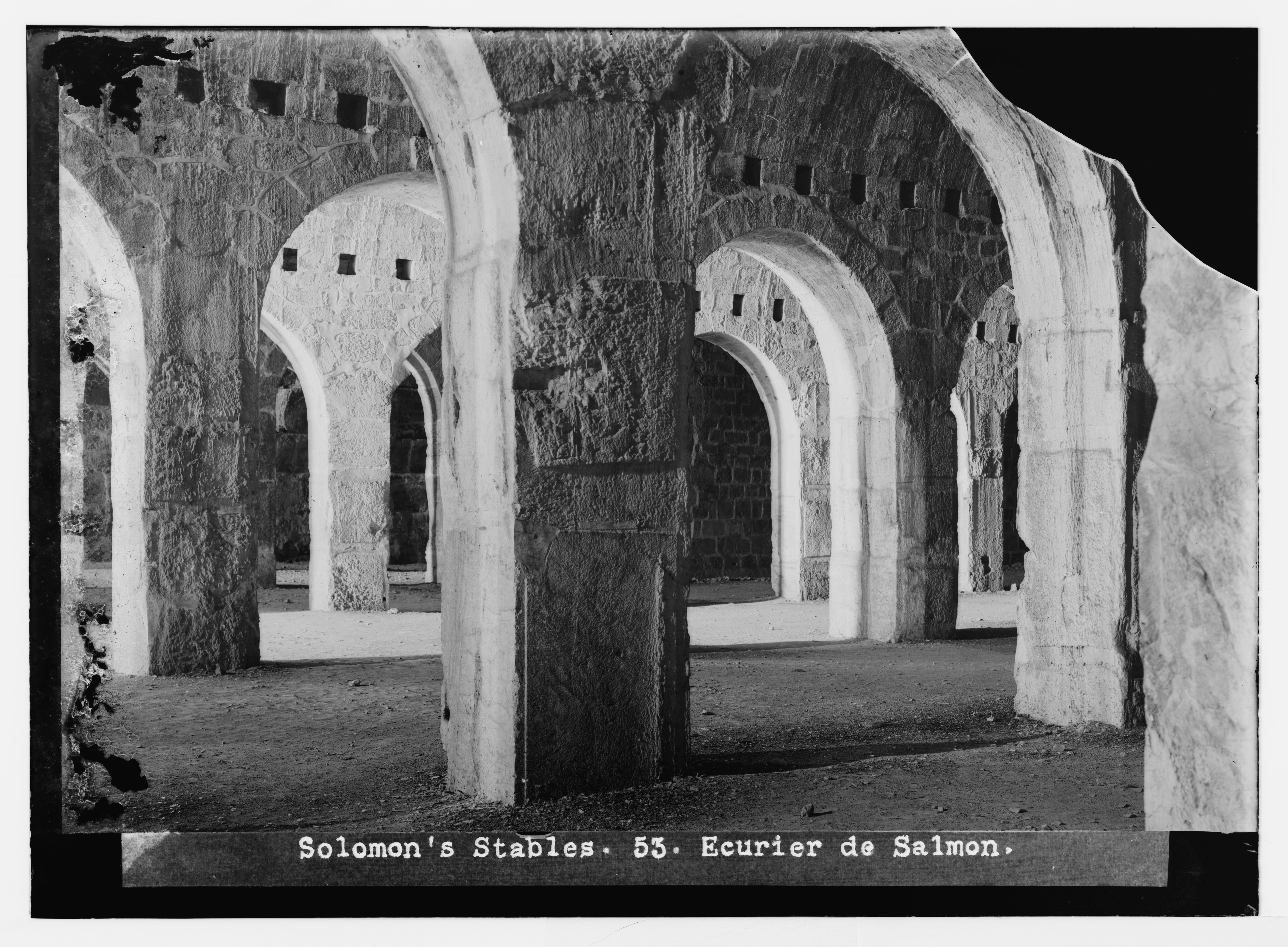
Arcos, pilares y bóvedas: los Establos de Salomón entre 1898 y 1946.

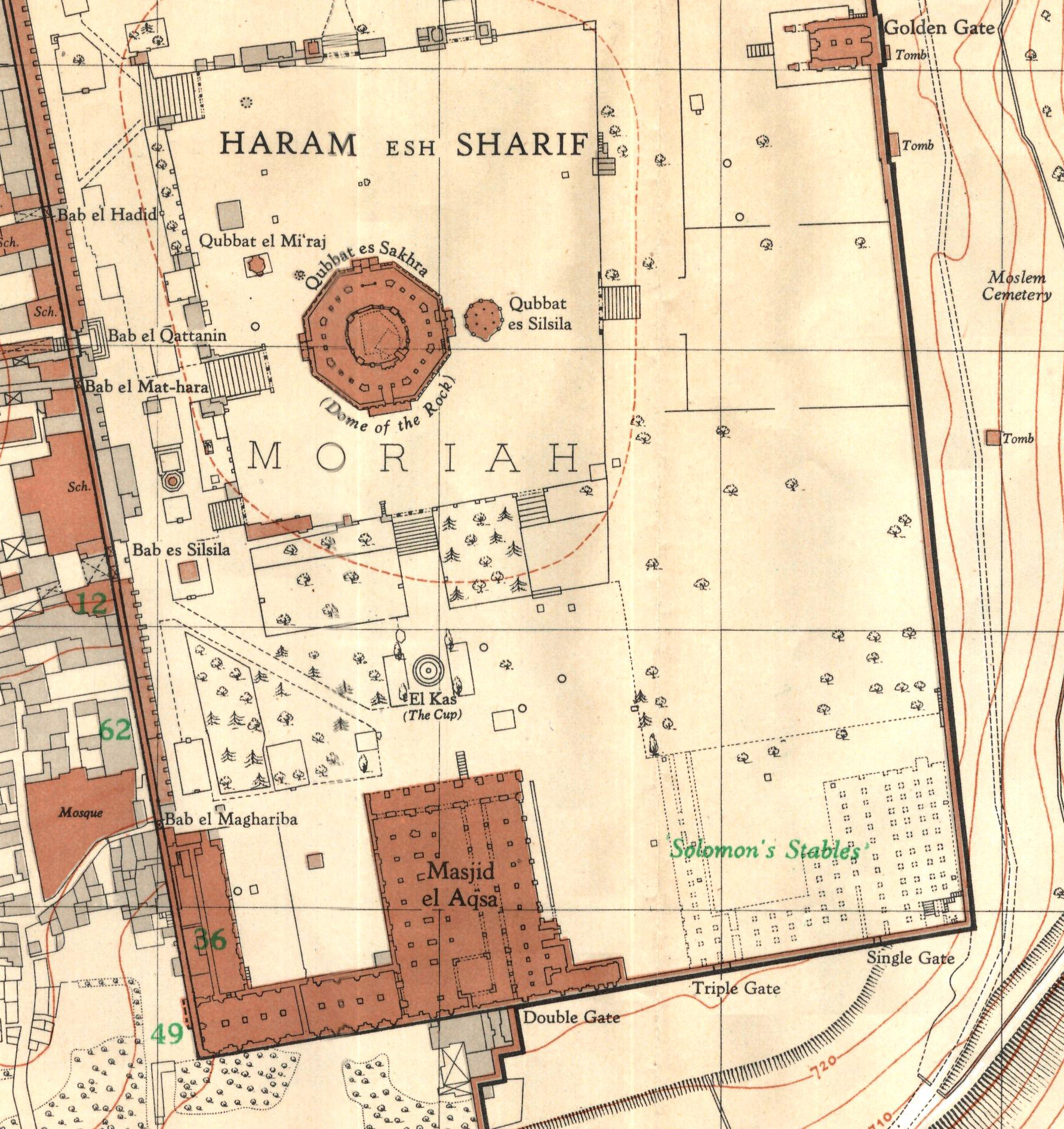
La ubicación de los Establos de Salomón en el Monte del Templo (en la imagen señalado con el nombre bíblico de monte Moriá), en un mapa de 1936 del Survey of Palestine (oficina topográfica del Mandato británico de Palestina).

Existe una teoría alternativa, presentada por primera vez por el arquitecto israelí Tuvia Sagiv, aficionado a la arqueología de la arquitectura, que de ser cierta cambiaría la percepción tanto histórica como religiosa del conjunto de construcciones del complejo. Sagiv sostiene que la plataforma del Templo y los muros circundantes (incluido el Muro de las Lamentaciones) datan de la época del emperador Adriano, posterior al Segundo Templo. Según esta tesis, la Cúpula de la Roca no está situada en el lugar donde antes estaba el templo judío, sino encima del histórico Templo de Júpiter Capitolino (el magnum opus de Adriano en Aelia Capitolina, donde posteriormente se construiría la basílica del Santo Sepulcro). El punto de partida de esta hipótesis es arquitectónico, pues la estructura de los Establos de Salomón se asemeja en gran medida a los depósitos de agua de la Ramla romana, con sus pilares y arcos de piedra. Según Sagiv, dadas las similitudes, el espacio abovedado hubiera sido en su origen también un depósito de agua (o cisterna), construido por Adriano conjuntamente con el muro que rodea la actual mezquita de Al-Aqsa, cosa que él considera probada por el hecho de que las paredes sur y este de la sala «conforman una sola unidad» con dicho muro. Con ello, Sagiv ubica la construcción de la extensión sur del Monte del Templo en el siglo II, y no en el siglo I (cosa que, según él, no habría sido posible deducir si no por la existencia de los Establos de Salomón). No obstante, cabe destacar que la mayoría de historiadores bíblicos y arqueólogos bíblicos se han mostrado contrarios a esta teoría.

## Nombre
Durante el dominio omeya, el lugar se convirtió en mezquita y recibió el nombre de Mezquita al-Marwani en honor al califa Abd al-Malik (cuyo nombre completo era Abd al-Málik ibn Marwán). Tras la conquista de Jerusalén al final de la Primera Cruzada (1099), los cruzados transformaron la sala en caballeriza para sus tropas montadas, donde cabían cientos de caballos. En varios de los pilares de la sala aún quedan empotradas algunas de las argollas que se utilizaban para atar a los caballos, mientras que en la pared trasera han sobrevivido algunos abrevaderos de piedra.
El nombre «Establos de Salomón» fue designado al recinto durante el reinado de Balduino II (rey de Jerusalén entre 1118 y 1131), haciendo referencia tanto a su funcionalidad como caballeriza, como al Templo de Salomón (a pesar de tratarse de restos del Segundo Templo, dado que para los cristianos tenía un sentido negativo por los eventos de la vida de Jesús de Nazaret). Esta interpretación coincide con los textos de contemporáneos de la época, como Juan de Wurzburgo (que describe unos establos para caballos y camellos), al-Harawi (quien escribe sobre piedras enormes y abrevaderos) y Benjamín de Tudela (quien menciona las caballerizas en sus escritos). A su vez, los musulmanes de la época se referían al lugar como la Mezquita Vieja, y solo volverían a usar el nombre de al-Marwani en ell siglo XX, siendo actualmente el nombre árabe del recinto y el usado en el mundo islámico.

## Actualidad
Como otros sitios de la Ciudad Vieja de Jerusalén, y especialmente en el recinto del Monte del Templo, la extensión sur de la plataforma, con sus diversas estructuras históricas, han sido durante décadas un punto de fricción entre israelíes y palestinos. Aunque Israel ejerce el dominio sobre este lugar, es el Waqf, como entidad administradora de la Explanada de las Mezquitas (a raíz de un acuerdo con Israel de 1967, tras finalizar la guerra de los Seis Días), quien tiene acceso continuo a los espacios sacros. Este usaba los Establos de Salomón durante décadas como espacio de almacenaje, pero en 1996 llevó a cabo trabajos de construcción sin el conocimiento ni aprobación de la Autoridad de Antigüedades de Israel (requisito vinculante según lo acordado en el tratado de paz israelí-jordano de 1994), provocando desperfectos en el Muro Sur que constituye la fachada externa del recinto. Según la entidad islámica, el motivo de las «obras de acondicionamiento» era brindar apoyo a la mezquita de Al-Aqsa como sitio de oración durante los meses de invierno. Si bien, lo cierto es que se trataba más bien de otra pugna entre musulmanes y judíos, quienes también habían contemplado (al menos en dos ocasiones) su propio uso del lugar. Además, una vez designado como mezquita, iba a ser prácticamente imposible llevar a cabo un futuro proyecto de restauración de la sala romana, como los planes propuestos por Vincent y Ben-Dov, entre otros.
En todo caso, los trabajos no controlados en el recinto provocaron un bulto en el Muro Sur, un monumento de importancia histórica, en el que están estampadas las Puertas de Hulda. Los trabajos de reparación, que corrieron de la mano de los jordanos como custodios de los lugares sacros (después de que el Waqf rechazara una intervención israelí o extranjera, a pesar de la pericia que hubieran podido aportar) resultaron también deficientes, alejados de las normas aceptables en la restauración histórica, habiendo dejado como consecuencia una mancha blanca en el paramento, muy criticada por expertos de todo el mundo.
La mezquita al-Marwani ofrece en la actualidad un aforo de 7000 asistentes, muchos de los cuales la aprovechan también para el descanso entre rezos, sobre todo durante el invierno y los festivos. Entre 1999 y 2001, el Waqf construyó además una amplia rampa de acceso, de nuevo sin soporte arqueológico, que permite acceder más fácilmente a la mezquita desde el norte. Durante las obras, los fieles que atravesaban la excavación podían observar las basas de media docena de columnas de piedra, de fecha desconocida (ya que no se permitió a expertos, de ninguna nacionalidad, inspeccionar el lugar). El Waqf ha sido acusado por arqueólogos israelíes de haber destruido importantes pruebas arqueológicas, «testigos de la historia judía del lugar», con las excavaciones realizadas durante la construcción de la mezquita, contradiciendo la normativa internacional en esta materia.
No fue hasta 2004, que un equipo de arqueólogos israelíes, dirigido por Gabriel Barkay, obtuvo por primera vez un permiso para examinar la excavación del valle de Cedrón, en el marco de la llamada Operación de Salvamento del Monte del Templo (oficialmente, Proyecto de Tamizado del Monte del Templo) bajo el auspicio del Departamento de Arqueología de la Universidad Bar Ilán.
| |
| |
| En estas imágenes del interior del recinto convertido en la actual mezquita se puede apreciar con gran detalle el entramado de arcos, volutas y pasillos de los Establos de Salomón. |